# 5857 Neglinka
5857 Neglinka (1975 TM2) là một tiểu hành tinh vành đai chính được phát hiện ngày 3 tháng 10 năm 1975 bởi L. I. Chernykh ở Nauchnyj.